# Paschimottanasana

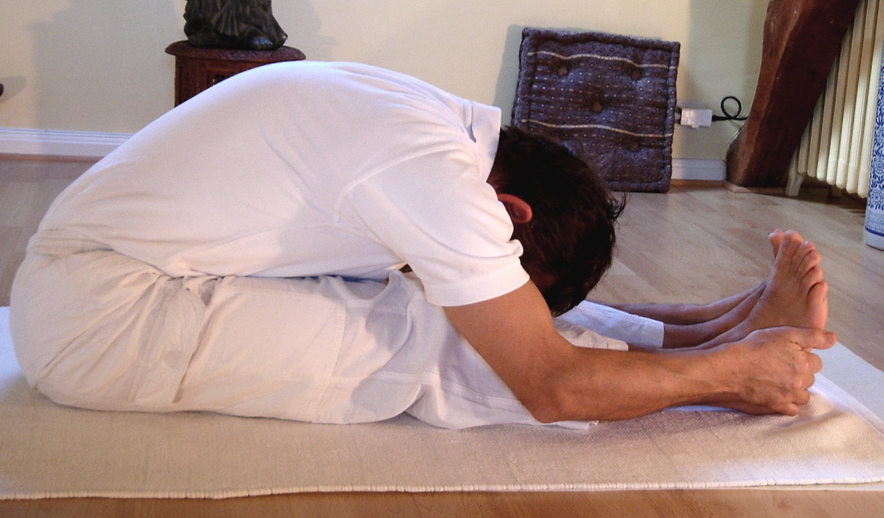

Paschimôttanásana (em devanágari: पस्चिमोत्तनासन IAST: pascimottanāsana) é uma posição do ioga, aparece no repertório de quase todos os tipos de ioga que se utilizam de ásana.

## Variações
- sukha - fácil, confortável
- ardha - incompleto
- rája - completo
- mahá - mais que completo, grandioso.
- úrdhwa - elevado
- uttána - estendido
- parshwa - de lado, com torção
- sukha baddha - enlaçando uma das pernas
- vajra - com um dos pés ao lado dos quadris